# Pieter Philippus Jansen
Pieter Philippus Jansen (Dordrecht , 11 augustus 1902 - Bussum, 5 juli 1982) was een Nederlands civiel ingenieur en waterbouwkundig ingenieur die een belangrijke bijdrage leverde aan de waterbouwkunde in Nederland. Het grootste deel van zijn carrière bracht hij door bij Rijkswaterstaat, waar hij werkte aan verschillende grote projecten, waaronder de eerste fase van de Deltawerken en leiding gaf aan de drooglegging en herstelwerkzaamheden na de inundatie van Walcheren. Daarnaast was hij hoogleraar waterbouwkunde bij de Technische Hogeschool Delft.

## Leven en carrière
Jansen studeerde Civiele Techniek aan de toenmalige Technische Hogeschool Delft en studeerde af in 1926. Hij trad na zijn militaire dienstplicht in dienst bij Rijkswaterstaat en was werkzaam bij de bouw van de grote sluis in IJmuiden onder leiding van Ringers. In 1927 ging hij naar de Zuiderzeewerken, waar hij betrokken was bij de bouw van de sluizen in de Afsluitdijk, In 1928 huwde hij met Ida Lamberta Mostert, ook afkomstig uit Dordrecht. In 1931 was zijn standplaats Den Oever en kwam hij in vaste dienst, hij werd kort daarna overgeplaatst naar Roermond, waar hij betrokken was bij de verbetering van de Maas. In 1932 ging hij naar Nijmegen voor de werken bij Sint Andries, stuw bij Lith in de Maas. Bij Lith was hij een sterke voorstander voor wat smallere openingen (40 m in plaats van 60 m), omdat elementen van die lengte makkelijker te verkrijgen waren. Dit leidde tot flinke discussies binnen Rijkswaterstaat. Belangrijk daarbij was dat Rijkswaterstaat niet afhankelijke wilde zijn van buitenlandse octrooien.
In 1936 was zijn standplaats Arnhem waar hij aan de IJsselkanalisatie wekte. In 1938 ging hij naar Hoek van Holland, waar hij leiding gaf aan het onderhoud van de Nieuwe Waterweg. Bovendien kreeg hij daar de leiding over de studiedienst Westerschelde. In februari 1940 is hij overgeplaatst naar het arrondissement Hoorn van Rijkswaterstaat waar hij zicht kort bezig gehouden heeft met het waddengebied. In 1941 werd hij overgeplaatst naar Breda, waar hij hoofd van het Bureau Dijksverhogingen werd en gewerkt heeft aan het watervrijmaken van het westen van Noord-Brabant (sanering van de Biesbosch). Hier was hij werkzaam gedurende de tweede helft van de Tweede Wereldoorlog. Als gevolg daarvan bevond hij zich eind 1944 in bevrijd gebied. Vandaar dat hij gelijk ingezet kon worden bij de droogmaking van Walcheren in 1944.
In 1956 werd hij hoofd van de Deltadienst, het onderdeel van Rijkswaterstaat dat verantwoordelijk was voor de bouw van de Deltawerken. Onder zijn leiding werden de eerste afsluitingen (de Zandkreekdam en de Veerse Gatdam) voltooid. Vervolgens leidde hij de eerste fasen van de bouw van de Grevelingendam, de Volkerakdam, en de Haringvlietdam. In 1962 legde hij om gezondheidsredenen zijn functie bij Rijkswaterstaat neer en werd opgevolgd door J.J. Volkers.
In 1946 aanvaardde hij de functie van hoogleraar bij de afdeling Civiele Techniek van de Technische Universiteit Delft. In deze rol bleef hij adviseur van Rijkswaterstaat. Na zijn aanstelling als hoofd van de Deltadienst is deze functie omgezet in een buitengewoon hoogleraarschap (=deeltijdhoogleraar). Hij werd daar in 1966 als hoogleraar waterbouwkunde in Delft opgevolgd door Pieter Abraham van de Velde.
Jansen overleed in 1982 op 79-jarige leeftijd in Bussum.

## De droogmaking van Walcheren
In oktober 1944 werden verschillende dijken rond het Nederlandse eiland Walcheren opzettelijk gebombardeerd door de geallieerden van de Tweede Wereldoorlog tijdens Operatie Infatuate op strategische locaties, waaronder Westkapelle, Vlissingen en Fort Rammekens om het eiland opzettelijk onder water te zetten. De bombardementen veroorzaakten grote gaten in de dijken op vier belangrijke locaties, waardoor de kustverdediging tegen de Noordzee werd doorbroken en het zeewater ongecontroleerd naar bewoonde gebieden kon stromen.
Deze bombardementen bereikend het onmiddellijke militaire doel om de Duitse bezetter, die Walcheren gebruikte om de Westerschelde en de toegang tot de haven van Antwerpen te controleren, tot terugtrekken te dwingen. Maar zij hadden de daaropvolgende overstromingen als gevolg. Grote delen van Walcheren kwamen onder water, en door de getijwerking schuurden de doorbraakgaten snel en sterk uit.
Jansen werd aangesteld om leiding te geven aan de Dienst Droogmaking Walcheren, die speciaal was opgericht om toezicht te houden op de daaropvolgende pogingen om de dijkdoorbraken te herstellen en Walcheren op de zee te winnen. De werken werden voltooid door een aantal Nederlandse aannemers, waaronder enkele met voldoende eerdere ervaring met de Zuiderzee-werken. In de sleutelroman Het verjaagde water van A. den Doolaard over de landaanwinningswerken komt Jansen prominent voor onder het pseudoniem Van Hummel. Van dit boek is ook een geannoteerde uitgave verschenen met veel achtergrond over het werk van Jansen in Walcheren.
Jansen slaagde erin de werken af te ronden en loste verschillende technische problemen en problemen met de levering van materieel op, waaronder het feit dat veel baggerschepen zich nog steeds in bezetgebied bevonden en dat ongeveer 25% van de Nederlandse baggervloot in beslag was genomen en naar Duitsland was vervoerd.
In oktober 1945 waren de aannemers en Rijkswaterstaat erin geslaagd een vloot samen te stellen van 14 zuigers en emmerbaggermolens, 135 bakken, 61 sleepboten, 73 landingsvaartuigen, 19 drijvende kranen, 52 bulldozers en draglines, samen met motorvoertuigen en ander materieel. Moeilijkheden bij het vinden van geschikte materialen en de enorme omvang van de werken tijdens een noodsituatie in oorlogstijd leidden tot innovatief gebruik van geïmproviseerde materialen en uitrusting, zoals de Phoenix-caissons die werden gebruikt bij het dichten van de dijkspleten, die eerder waren gebruikt als Mulberry-havens tijdens de geallieerde invasie van Normandië.
Op 1 juli 1946 heeft hij de Dienst Droogmaking Walcheren verlaten, en werd benoemd als hoogleraar in Delft. In september van dat jaar kreeg hij met Koninginnedag een koninklijke onderscheiding, officier in de orde van de Nederlandse Leeuw) Op die dag kreeg Den Doolaard ook dezelfde onderscheiding).
Hij schreef hierover in De Ingenieur van 1946, nr 3 en nr 15

## De Stormramp van 1953
Jansen was zelf niet betrokken bij het dichten van de dijkdoorbraken, maar had wel een adviserende rol. Hij schreef over het herstel van de stormschade in De Ingenieur van 1953, nr 35
Na de stormvloed van 1953 werd de Deltacommissie gevormd met de opdracht om maatregelen voor te bereiden zodat dit "nooit meer" zou kunnen gebeuren. Jansen werd een van de leden van die commissie. Hij had een belangrijk aandeel in het eindrapport.
In september 1953 is hij benoemd tot hoofdingenieur-directeur bij Rijkswaterstaat, belast me uitvoering van de Deltawerken.
Vanaf 1956 werd dit werk gedaan door een aparte dienst, de Deltadienst, waarvan Jansen directeur werd. Hij had de leiding over de afsluitingen van de Zandkreek en van het Veerse Gat.Vanuit zijn functie als hoofd van de Deltadienst heeft hij aanzienlijk bijgedragen aan vernieuwingen in de waterbouwkunde. Met name heeft hij een belangrijke rol gespeeld in het ontstaan van de Combinatie Speurwerk Baggertechniek. Dit samenwerkingsverband van de grote Nederlandse baggeraannemers kwam tot stand onder druk van Jansen, omdat hij voorzag dat een veel hogere baggercapaciteit nodig zou zijn voor het voltooien van de Deltawerken. Binnen de Combinatie werd met succes het precompetatief speurwerk gebundeld. Ook gaf Jansen veel steun aan het onderzoek naar nieuwe technieken voor erosiebescherming en aan het introduceren van wiskundige modellen voor getijberekening. Hij heeft er ook voor gezorgd dat er binnen de Deltadienst een speciale afdeling "Ontwikkeling nieuwe werkmethoden" kwam.
Op Koninginnedag 1959 werd hij bevorderd to ridder in de Orde van Oranje Nassau.
Zie De Ingenieur 1953, blz. A300.

## De Technische Adviescommissie voor de Waterkeringen
In 1955 werd hij benoemd als voorzitter van de “Commissie voor het onderzoek naar de spanningstoestand in dijken”. Deze commissie had tot taak om te onderzoeken waarom de stabiliteit van dijken bij de ramp van 1953 zo’n groot probleem was. Deze commissie bestond uit enkele deskundigen van Rijkswaterstaat, van de TU Delft en van het Laboratorium voor Grondmechanica. In het eindrapport gaf de commissie aanbevelingen voor het berekenen van de geotechnische stabiliteit van dijken. Deze kennis werd gebruikt bij de Deltawerken, maar op dat moment niet voor toetsingvan alla andere bestaande waterkeringen
Na de kadebreuk in Tuindorp Oostzaan in 1960 bleek dat veel (secundaire) keringen veel te zwak waren. Dit waren keringen die geen onderdeel waren van de Deltawerken. Zij waren veelal in beheer bij kleine, versnipperde waterschappen. Om hier iets aan te doen werd in 1965 de Technische Adviescommissie voor de Waterkeringen geïnstalleerd. Jansen werd gevraagd dit lichaam voor te zitten. Deze TAW had een meer permanent karakter dan de hierboven genoemde commissie, en kreeg bovendien expliciet de taak om leidraden uit te brengen voor ontwerp en toetsing van waterkeringen.

## Buitenland

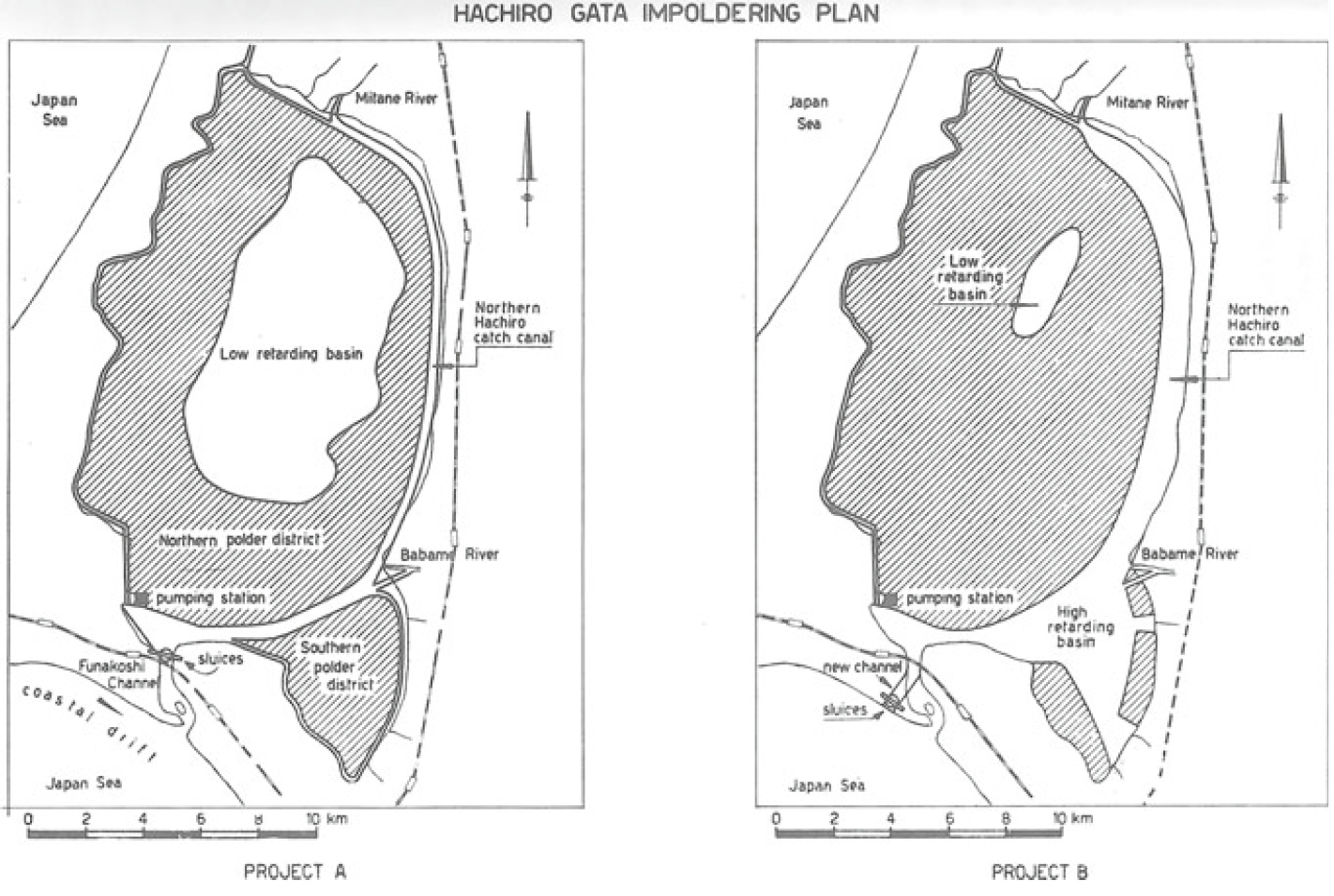
De plannen voor inpoldering van de Hachirogata-lagune

Naast zijn hoofdfuncties steunde Jansen de Nederlandse ingenieursbureaus bij de export van Nederlandse kennis naar het buitenland. Onder de vlag van Nedeco was hij actief in veel landen, zoals de diverse rivierenstudies in Nigeria (Niger en Benue),in Thailand bij een rivierstudie en een studie naar de aanleg vaneen kanaal door de landengte van Kra, in Japan bij de Hachirogata-polder, inpolderingen in India (Ganges delta, aanleg van de haven van Haldia, aan de Hooghly), de stabiliteit van dijken in Venezuela, de Wash in Groot-Brittannië, een transportstudie in Suriname en diverse studies naar rivierbeheer en havens in Bangladesh.
In 1962 heeft Jansen advies gegeven aan de autoriteiten in Hamburg na de overstroming aldaar, en over het dichten van de doorbraken.

## Publicaties

### Boeken
- Hij schreef een groot deel van: Werkman, E. (1972). The tide goes out. Zuid-Nederlandsche Drukkerij, 's-Hertogenbosch. ISBN 90-70082-01-2.. Dit boek beschrijft het Deltaplan, met name het afsluiten van het Haringvliet.
- (en) Jansen,, P, Ph., Van Bendegom, L. Van den Berg, J. De Vries, M. Zanen, A. (1979). Principles of river engineering. Pittman, London, 509 pp. ISBN 9780273011392. Herdruk als paperback (en) Jansen,, P, Ph., Van Bendegom, L. Van den Berg, J. De Vries, M. Zanen, A. (1994). Principles of river engineering. VSSD Delftse Uitgevers Maatschappij, Delft, 509 pp. ISBN 978-9065621467.[dode link]

### Bijdragen
- Maris, A.G.; de Blocq van Kuffeler, V.J.P.; Harmsen, W.J.H.; Jansen, P.P.; Nijhoff, G.P.; Thijsse, J.Th.; Verloren van Themaat, R.; de Vries, J.W.; van der Wal, L.T (1961). Deel 1. Eindverslag en interimadviezen. Staatsuitgeverij.
- Maris, A.G.; de Blocq van Kuffeler, V.J.P.; Harmsen, W.J.H.; Jansen, P.P.; Nijhoff, G.P.; Thijsse, J.Th.; Verloren van Themaat, R.; de Vries, J.W.; van der Wal, L.T (1961). Rapport Deltacommissie. Deel. 2. Bijdragen 1: Meteorologische en oceanografische aspecten van stormvloeden op de Nederlandse kust. Staatsuitgeverij.
- Maris, A.G.; de Blocq van Kuffeler, V.J.P.; Harmsen, W.J.H.; Jansen, P.P.; Nijhoff, G.P.; Thijsse, J.Th.; Verloren van Themaat, R.; de Vries, J.W.; van der Wal, L.T (1961). Rapport Deltacommissie. Deel 3. Bijdragen 2: Beschouwingen over stormvloeden en getijbeweging. Staatsuitgeverij.
- Maris, A.G.; de Blocq van Kuffeler, V.J.P.; Harmsen, W.J.H.; Jansen, P.P.; Nijhoff, G.P.; Thijsse, J.Th.; Verloren van Themaat, R.; de Vries, J.W.; van der Wal, L.T (1961). Rapport Deltacommissie. Deel 4. Bijdragen 3: Beschouwingen over stormvloeden en getijbeweging. Staatsuitgeverij.
- Maris, A.G.; de Blocq van Kuffeler, V.J.P.; Harmsen, W.J.H.; Jansen, P.P.; Nijhoff, G.P.; Thijsse, J.T.; Verloren van Themaat, R.; de Vries, J.W.; Van der Wal, L.T. (1961). Rapport Deltacommissie. Deel 5. Bijdragen 4: Onderzoekingen betreffende de opzet van het Deltaplan en de gevolgen van de werken. Staatsuitgeverij.
- (en) Frijlink, H.C., Thijsse, J.T., Janssen, P.P., Schijf, J.B., van Bendegom, L. (7 februari 1959). River studies and recommendations on improvement of Niger and Benué. Nedeco.

### Nota’s
- Nota over een onderzoek naar de keuze van stortplaatsen voor baggerspecie in de Westerschelde, samenvatting. RWS, directie benedenrivieren (1938).
- Nota betreffende het onderzoek naar de aard van enige in de Westerschelde nabij Kapellebank geconstateerde ondiepten, samenvatting. RWS, directie Benedenrivieren (1938).
- Nota inzake een onderzoek naar de oorzaken van de verdiepingen voor de oever van de Zuidwatering in de polder Walcheren, samenvatting. RWS, directie Benedenrivieren (1939).
- Onderzoek aanval duinkust Goederede, samenvatting. RWS directie benedenrivieren (1939).
- Enige aantekeningen over het bankengebied in de Westerschelde nabij Ossenisse, samenvatting. Studiedienst der Zeeuwse stromen (1940).
- Het gebied van de Wester-schelde nabij Walsoorden. Studiedienst der Zeeuwse Stromen (1940).
- rapport van de Commissie voor het onderzoek naar de spanningstoestand in dijken. Rijkswaterstaat (22 mei 1958).
- Samen met A. Volker over de Hachirogata polder: Some remarks on impoldering in Japan The Ministry of Agriculture & Forestry (1954)

### Artikelen
- Vries, de, J.W., Jansen, P.Ph.  (1934). Sluis te Sint Andries. De Ingenieur  49 (13): b33-b38
- Jansen, P.Ph.  (18-10-1935). Het stuwcomplex in de Maas bij LIth. De Ingenieur  50 (42)
- Hij schreef hij verschillende artikelen in "De Ingenieur", waaronder "Mededeelingen inzake de droogmaking van Walcheren" ( De Ingenieur 58e jaargang no. 3, pp B9-B16.; De Ingenieur 58e jaargang no. 15, pp B57-B63.)

### Collegedictaat
- Gegevens en beschouwingen over scheepshellingen en dokken. Collegedictaat, 1947 (met G. Swier)
- Havens: Gegevens en beschouwingen. TU Delft (1960). (met B. Franken)

### Overige publicaties
- Eenige ervaringen bij de droogmaking van Walcheren en de mogelijkheid van hare toepassing bij de afsluiting van de Zandkreek Rede uitgesproken bij de aanvaarding van het ambt van hoogleeraar in de waterbouwkunde aan de Technische Hoogeschool te Delft op Donderdag 31 oct. 1946.

- Grondslagen voor een ontwikkelingsplan van het haven- en industriegebied aan de Rijnmond
- Caissons en schepen in Walcheren's dijken., tekst van een lezing op de TU Delft, 1951

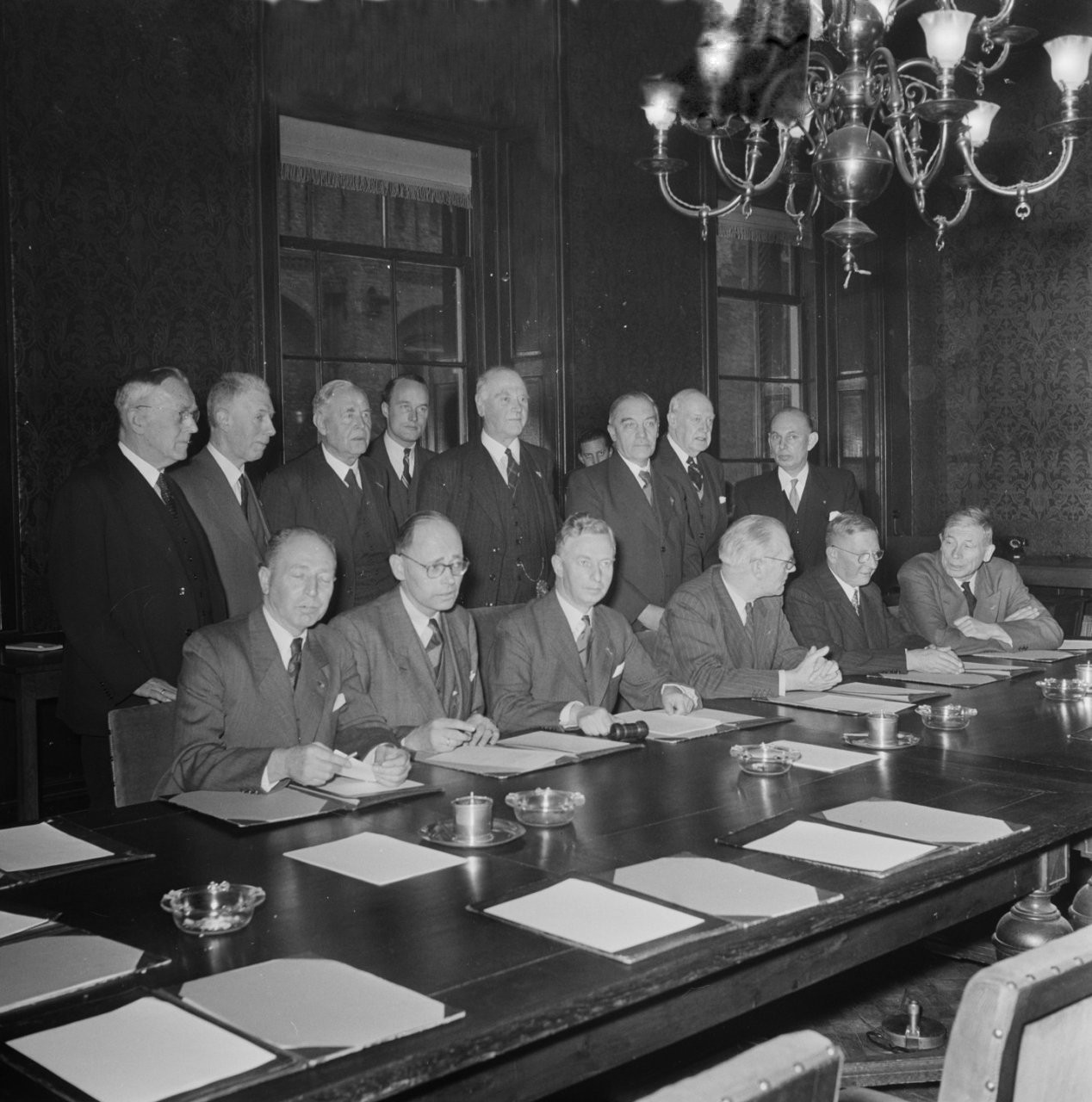
Installatie van de Deltacommissie op 21 februari 1953
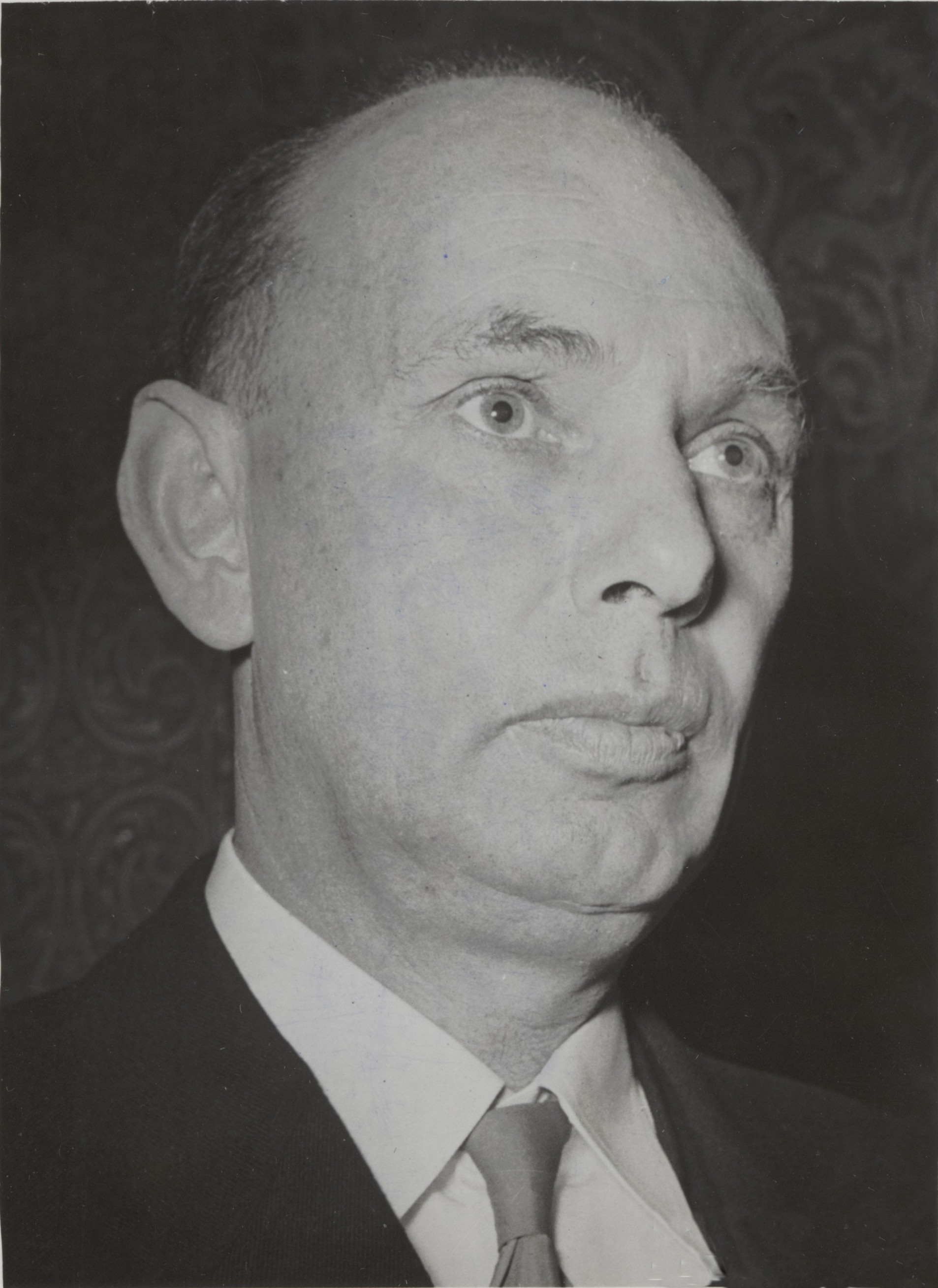
Jansen in 1953.
- Filmclip van het ondergelopen gebied in Walcheren.
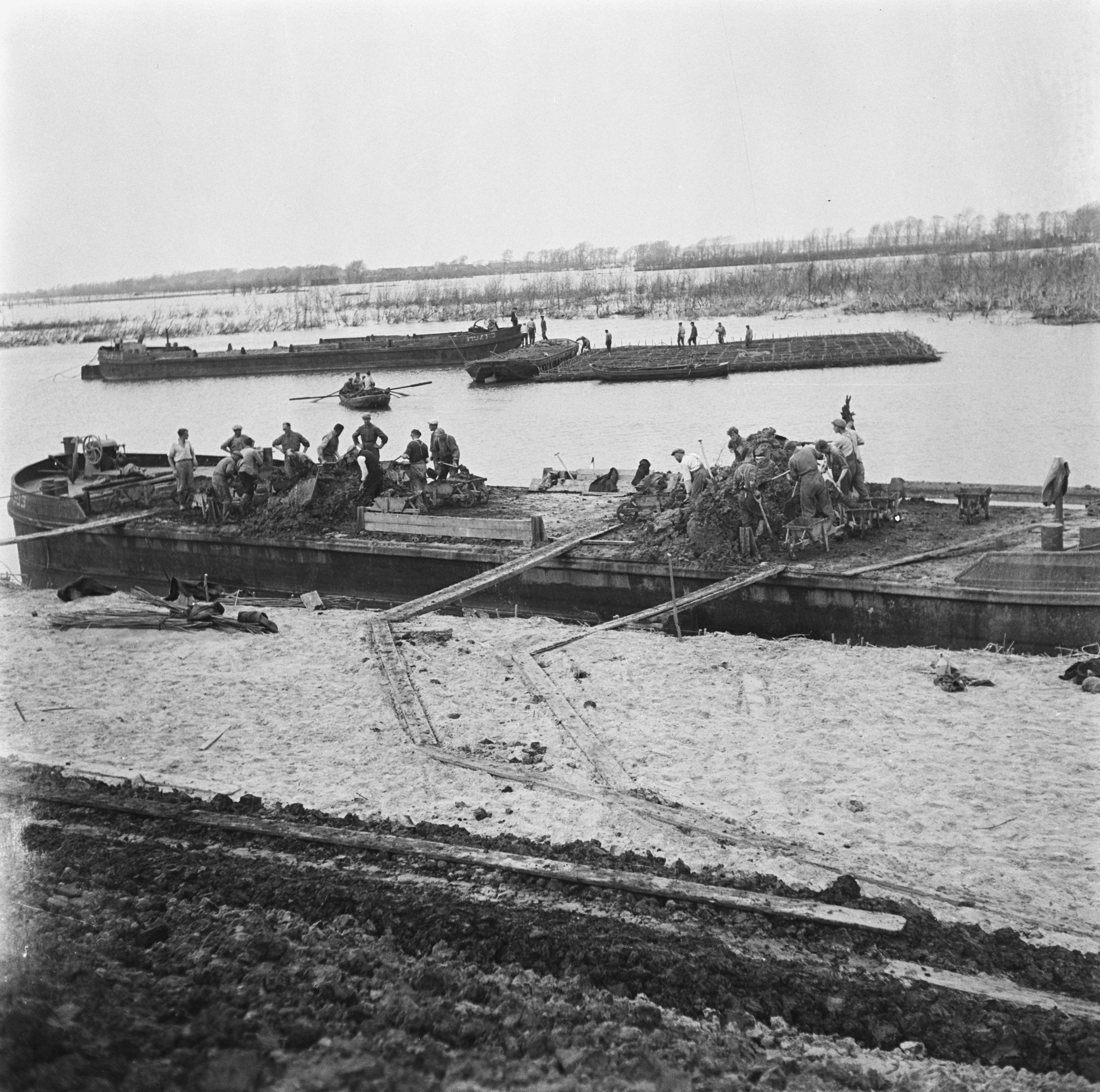
Sluiting van de doorbraak bij de Nolledijk in Vlissingen, oktober 1945.

- International Standard Name Identifier: 0000 0000 8459 8900
- Nederlandse Thesaurus van Auteursnamen: 072655453
- Istituto Centrale per il Catalogo Unico: PUVV240710
- Virtual International Authority File: 257149196536074792230